# Pont Carpineto

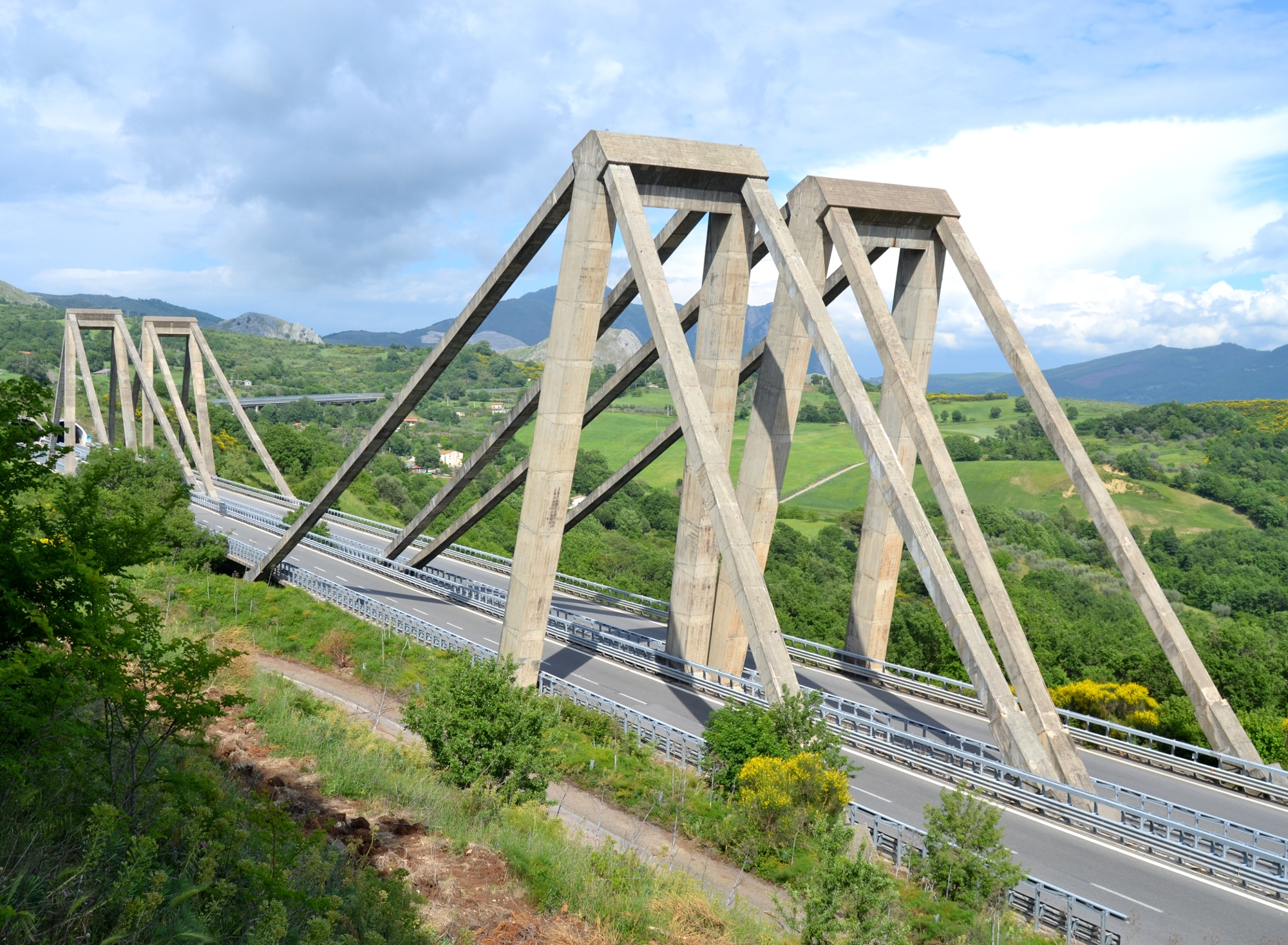

Le pont Carpineto I est un pont à trois travées à haubans construit en 1973 par Riccardo Morandi sur le raccord autoroutier 5 entre Potenza et Sicignano degli Alburni en Basilicate.